# Andrea Palladio
Andrea Palladio (født 30. november 1508, død 19. august 1580) var en italiensk arkitekt.

## Liv
Han blev født Andrea di Pietro della Gondola i Padova i republikken Venedig og blev sat i lære som stenhugger. Humanisten Giangiorgio Trissino erkendte den unge mands talent, støttede ham og gav ham navnet "Palladio" efter Pallas Athene, visdommens gudinde. I 1541 besøgte han Rom og studerede oldtidens arkitektur, som gjorde et dybt indtryk på ham.
Han er berømt for sine kirker, paladser og især villaer. Mange af hans bygninger findes i eller nær hans adoptivby Vicenza. To af Venedigs store kirker San Giorgo Maggiore og Il Redentore er af Palladio.

## Indflydelse
Palladios bog I Quattro Libri dell'Architettura udtrykker hans principer: forhold, symmetri, brug af antikke modeller og gengiver bygningstegninger af mange af hans projekter. De var grundlaget for palladianismen, en vigtig bevægelse i 18. århundredes arkitektur, der beundrede Palladio og efterlignede hans former.
Arkitekter går stadig pilgrimsfærd til Palladios villaer.
Witold Rybczynskis bog The Perfect House, Det Perfekte Hus viser beundringen for ham. 

## Værker
- Villa Badoer
- Villa Emo
- Villa Cornaro
- Villa Foscari "La Malcontenta"
- Villa Capra "La Rotonda"

- Il Redentore i Venedig
- "La Rotonda" i Vicenza
- "Villa Barbaro" i Maser, Veneto
- Villa Cornaro i Piombino Dese